# Макеевка (Белопольский район)
Макеевка (укр. Макіївка) — село,
Ободовский сельский совет,
Белопольский район,
Сумская область,
Украина.
Код КОАТУУ — 5920686204. Население по переписи 2001 года составляло 20 человек .

## Географическое положение
Село Макеевка находится на левом берегу реки Павловка,
ниже по течению на расстоянии в 1 км расположено село Павловка,
на противоположном берегу реки проходит граница с Россией.